# Жак Фуа
Жак Фуа (фр. Jacques Foix, 26 листопада 1930, Мон-де-Марсан — 14 червня 2017, Мон-де-Марсан) — французький футболіст, що грав на позиції нападника, зокрема за «Ніццу» і «Сент-Етьєн», а також за національну збірну Франції.
Дворазовий чемпіон Франції.

## Клубна кар'єра
У дорослому футболі дебютував 1951 року виступами за паризький «Расінг», в якому провів два сезони, взявши участь у 52 матчах чемпіонату.
Протягом 1953—1956 років захищав кольори клубу «Сент-Етьєн», звідки 1956 року перейшов до «Ніцци». Відіграв за команду з Ніцци наступні п'ять сезонів своєї ігрової кар'єри. Більшість часу, проведеного у складі «Ніцци», був основним гравцем атакувальної ланки команди. За результатами сезону 1958/59 став у її складі чемпіоном Франції.
Протягом 1961—1962 років захищав кольори «Тулузи».
А 1962 року повернувся до «Сент-Етьєна», де провів два заключні сезони своєї кар'єри. За результатами другого з них здобув ще один чемпіонський титул.

## Виступи за збірну
1953 року дебютував в офіційних матчах у складі національної збірної Франції.
Загалом протягом чотирирічної кар'єри в національній команді провів у її формі 7 матчів, забивши 3 голи.
Помер 14 червня 2017 року на 87-му році життя у місті Мон-де-Марсан.

## Титули і досягнення
- Чемпіон Франції (2):

«Ніцца»: 1958–1959
«Сент-Етьєн»: 1963–1964